# Llista d'emperadors romans d'Orient
Llista d'emperadors de l'Imperi Romà d'Orient. No hi ha consens sobre la data d'inici de l'Imperi Romà d'Orient. Serà l'emperador Dioclecià (284-305) qui inicia aquest procés, instaurant la tetrarquia, dividint l'Imperi entre dos augustos i dos cèsars, quedant-se per a ell la part d'Orient. No obstant, les diferents visions es basen sobretot en:
- El regnat de Constantí I el Gran (306-337).[2]
- La fundació de Constantinoble l'any 330.[3][4]
- La mort de Teodosi I el Gran (395), moment en què l'Imperi Romà queda definitivament dividit entre Orient i Occident.[4]
- La caiguda de l'Imperi Romà d'Occident el 476.

La data final és clara coincident amb la caiguda de Constantinoble el 1453, últim reducte de l'imperi, en mans de Mehmet II, soldà de l'Imperi Otomà.
Els emperadors d'Orient, com a continuadors de l'Imperi Romà, van continuar anomenant-se a si mateixos emperadors romans i conservar la resta de títols lligats a aquesta dignitat. No obstant això, aquests títols es van mantenir fins al regnat d'Heracli, que instaura el de basileu i es va produint la progressiva desaparició dels tradicionalment romans, com una tendència a l'hel·lenització que va experimentar l'Orient, situat en una zona culturalment grega.
L'emperador romà d'Orient era el comandant suprem de l'exèrcit romà d'Orient i la màxima autoritat judicial de l'Estat.

## Llista des de la partició de l'Imperi Romà
Considerarem en aquesta llista, com fan diversos autors, els emperadors d'Orient a partir d'Arcadi:
| Nom | Període                         | Dinasta                         | Nota                              |
| 395 — Partició de l'Imperi Romà | 395 — Partició de l'Imperi Romà | 395 — Partició de l'Imperi Romà | 395 — Partició de l'Imperi Romà   |
| --- | ------------------------------- | ------------------------------- | --------------------------------- |
| Arcadi | 395-408                         | Teodosiana                      |                                   |
| Teodosi II | 408-450                         | Teodosiana                      |                                   |
| Marcià | 450-457                         | Teodosiana                      |                                   |
| Lleó I | 457-474                         | Tràcia                          |                                   |
| Lleó II | 474                             | Tràcia                          |                                   |
| Zenó | 474-475                         | Tràcia                          |                                   |
| Basilisc | 475-476                         | Tràcia                          |                                   |
| Zenó | 476-491                         | Tràcia                          | Restaurat                         |
| Anastasi I | 491-518                         | Tràcia                          |                                   |
| Justí I | 518-527                         | Justiniana                      |                                   |
| Justinià I | 527-565                         | Justiniana                      |                                   |
| Justí II | 565-578                         | Justiniana                      |                                   |
| Tiberi II | 578-582                         | Justiniana                      |                                   |
| Maurici | 582-602                         | Justiniana                      |                                   |
| Focas | 602-610                         | Heracliana                      |                                   |
| Heracli | 610-641                         | Heracliana                      |                                   |
| Constantí III | 641                             | Heracliana                      |                                   |
| Heracleones | 641                             | Heracliana                      |                                   |
| Constant II | 641-668                         | Heracliana                      |                                   |
| Mecenci | 668-669                         | Heracliana                      | Usurpador a Sicília               |
| Constantí IV | 688-685                         | Heracliana                      |                                   |
| Justinià II | 685-695                         | Heracliana                      |                                   |
| Lleonci II | 695-698                         | Sense dinastia                  |                                   |
| Tiberi III | 698-705                         | Sense dinastia                  |                                   |
| Justinià II | 705-711                         | Heracliana                      | Restaurat                         |
| Filípic | 711-713                         | Sense dinastia                  |                                   |
| Anastasi II | 713-715                         | Sense dinastia                  |                                   |
| Teodosi III | 715-717                         | Sense dinastia                  |                                   |
| Lleó III | 717-741                         | Isàurica                        |                                   |
| Tiberi | 718-721                         | Isàurica                        | Usurpador a Sicília               |
| Constantí V | 741-742                         | Isàurica                        |                                   |
| Artabasd | 742-743                         | Isàurica                        |                                   |
| Constantí V | 743-775                         | Isàurica                        | Restaurat                         |
| Lleó IV | 775-780                         | Isàurica                        |                                   |
| Constantí VI | 780-797                         | Isàurica                        |                                   |
| Irene | 797-802                         | Isàurica                        |                                   |
| Nicèfor I el Logoteta | 802-811                         | Niceforiana                     |                                   |
| Estauraci | 811                             | Niceforiana                     |                                   |
| Miquel Rangabé | 811-813                         | Niceforiana                     |                                   |
| Lleó V | 813-820                         | Sense dinastia                  |                                   |
| Miquel II | 820-829                         | Frígia o Amoriana               |                                   |
| Teòfil | 829-842                         | Frígia o Amoriana               |                                   |
| Miquel III | 842-867                         | Frígia o Amoriana               |                                   |
| Basili I | 867-886                         | Macedònia                       |                                   |
| Lleó VI | 886-912                         | Macedònia                       |                                   |
| Constantí VII | 912-959                         | Macedònia                       |                                   |
| Alexandre II | 912-913                         | Macedònia                       | Associat                          |
| Romà I | 919-944                         | Macedònia                       | Associat                          |
| Romà II | 959-963                         | Macedònia                       |                                   |
| Basili II | 963-1025                        | Macedònia                       |                                   |
| Constantí VIII | 963-1028                        | Macedònia                       | Coemperador                       |
| Nicèfor II | 963-969                         | Macedònia                       | Associat                          |
| Joan Tsimiscés | 969-976                         | Macedònia                       | Associat                          |
| Romà III | 1028-1034                       | Macedònia                       |                                   |
| Miquel IV | 1034-1041                       | Macedònia                       |                                   |
| Miquel V | 1041-1042                       | Macedònia                       |                                   |
| Constantí IX | 1042-1054                       | Macedònia                       |                                   |
| Teodora | 1054-1055                       | Macedònia                       |                                   |
| Miquel VI l'Estratiòtic | 1056-1057                       | Sense dinastia                  |                                   |
| Isaac I Comnè | 1057-1059                       | Ducas-Comnè                     |                                   |
| Constantí X Ducas | 1059-1067                       | Ducas-Comnè                     |                                   |
| Romà IV Diògenes | 1068-1071                       | Ducas-Comnè                     |                                   |
| Miquel VII Ducas | 1071-1078                       | Ducas-Comnè                     |                                   |
| Nicèfor III Botaniates | 1078-1081                       | Ducas-Comnè                     |                                   |
| Aleix I Comnè | 1081-1118                       | Ducas-Comnè                     |                                   |
| Joan II Comnè | 1118-1143                       | Ducas-Comnè                     |                                   |
| Manuel I Comnè | 1143-1180                       | Ducas-Comnè                     |                                   |
| Aleix II Comnè | 1180-1183                       | Ducas-Comnè                     |                                   |
| Andrònic I Comnè | 1183-1185                       | Ducas-Comnè                     |                                   |
| Isaac II | 1185-1195                       | Àngel                           |                                   |
| Aleix III | 1195-1203                       | Àngel                           |                                   |
| Isaac II | 1203-1204                       | Àngel                           | Restaurat                         |
| Aleix IV | 1203-1204                       | Àngel                           |                                   |
| Aleix V Ducas | 1204                            | Àngel                           |                                   |
| Entre 1204 i 1261 l'Imperi Romà d'Orient es desmembra a causa de l'ocupació de Constantinoble pels croats, que funden l'Imperi Llatí. Apareixeran diversos estats grecs com l'Imperi de Trebisonda, els Despotats de l'Epir, de Grècia i de Sinope i el Ducat de Demòtica. L'Imperi de Nicea, amb els Làscaris, esdevindrà el continuador i el restaurador de l'imperi a Constantinoble. |                                 |                                 |                                   |
| Constantí Làscaris | 1204                            | Lascàrida                       | No va ser coronat, no té ordinal. |
| Teodor I | 1204-1222                       | Lascàrida                       |                                   |
| Joan III Ducas Vatatzes | 1222-1254                       | Lascàrida                       |                                   |
| Teodor II | 1254-1258                       | Lascàrida                       |                                   |
| Joan IV Ducas Làscaris | 1258-1261                       | Lascàrida                       |                                   |
| Miquel VIII Paleòleg | 1259-1261                       | Lascàrida                       | Associat.                         |
| El 1261 es reconquereix Constantinoble i, pràcticament, s'unifica tot l'imperi sota els governants de Nicea. |                                 |                                 |                                   |
| Miquel VIII | 1261-1282                       | Paleòleg                        |                                   |
| Andrònic II | 1282-1328                       | Paleòleg                        |                                   |
| Miquel IX | 1295-1320                       | Paleòleg                        | Associat.                         |
| Andrònic III | 1328-1341                       | Paleòleg                        |                                   |
| Joan V | 1341-1353                       | Paleòleg                        |                                   |
| Joan VI Cantacuzè | 1347-1354                       | Paleòleg                        |                                   |
| Mateu Cantacuzè | 1353-1355                       | Paleòleg                        | Coemperador.                      |
| Joan V | 1355-1376                       | Paleòleg                        |                                   |
| Andrònic IV | 1376-1379                       | Paleòleg                        |                                   |
| Joan V | 1379-1390                       | Paleòleg                        |                                   |
| Joan VII | 1390                            | Paleòleg                        |                                   |
| Joan V | 1390-1391                       | Paleòleg                        |                                   |
| Manuel II | 1391-1425                       | Paleòleg                        |                                   |
| Joan VIII | 1425-1448                       | Paleòleg                        |                                   |
| Constantí XI | 1448-1453                       | Paleòleg                        |                                   |
| El 1453 la ciutat de Constantinoble, un dels darrers reductes de l'imperi, cau en poder dels turcs otomans, Constantí XI mor defensant els seus murs. |                                 |                                 |                                   |